# Beekman
Beekman város az USA New York államában, Dutchess megyében. Lakosainak száma 14 172 fő (2020. április 1.).

## Népesség
A település népességének változása:

| 2010 | 14 621 |
| 2020 | 14 172 |